# Джампал
Джампал (абх. Джампал, груз. ჯამპალი) — село в Абхазии, в Гулрыпшском районе частично признанной Республики Абхазия, согласно административному делению Грузии — в Гульрипшском муниципалитете Абхазской Автономной Республики.

## Население
В 1959 году в селе Джампал жило 450 человек, в основном армяне (в Амткельском сельсовете в целом — 2245 человек, также в основном армяне, кроме преимущественно грузинских сёл Када, Шуамта и Цацхвиари). В 1989 году в селе жило 242 человека, в основном грузины.